# Вероника (филм)
Вероника (енгл. Verónica) шпански је натприродни хорор филм из 2017. Режију потписује Пако Плаза, који је и написао сценарио заједно са Фернандом Наваром, док главну улогу тумачи Сандра Ескасена. Темељи се на истинитим догађајима случаја Ваљекас из 1991. године у којем је Естефаниа Гутијерез Лазаро тајанствено умрла након сеансе у којој је користила виџу. Преднаставак, под називом Сестра Смрт, приказан је 2023.

## Радња
Године 1991. у Мадриду, након што је одржала сеансу у школи, тинејџерка сумња да је зла сила ушла у њен дом.

## Улоге
| Глумац           | Улога       |
| ---------------- | ----------- |
| Сандра Ескасена  | Вероника    |
| Бруна Гонзалес   | Лусија      |
| Клаудија Пласер  | Ирене       |
| Иван Чаверо      | Антоњито    |
| Ана Торент       | Ана         |
| Консуело Трухиљо | сестра Смрт |
| Соња Аламарха    | докторка    |
| Мару Валдвиелсо  | Хосефа      |
| Анхела Фабијан   | Роса        |